# Gustavo de Simone
Gustavo Daniel de Simone Horn (Montevideo, 1948. április 23. –) válogatott uruguayi labdarúgó, hátvéd, edző.

## Pályafutása

### Klubcsapatban
1969 és 1974 között a Defensor Sporting, 1975-ben az argentin Chacarita Juniors labdarúgója volt.

### A válogatottban
1973–74-ben nyolc alkalommal szerepelt az uruguayi válogatottban. Részt vett az 1974-es NSZK-beli világbajnokságon.

### Edzőként
1986 és 1989 között Costa Ricában edzősködött. 1986-ban a Herediano, 1987-ben a Cartaginés vezetőedzője, 1987 és 1989 között a Costa Rica-i válogatott szövetségi kapitánya volt. 1989 és 1991 között Spanyolországban tevékenykedett. 1989–90-ben a Jerez Industrial, 1990-ben a Huesca, 1991-ben a Xerez szakmai munkáját irányította. 1992-ben a panamai válogatott szövetségi kapitányaként dolgozott, majd 1995–96-ban a kolumbiai Cúcuta Deportivo edzője volt. 2002–03-ban a Costa Rica-i Sagrada Familia, 2003-ban a salvadori Luis Ángel Firpo, 2006–07-ben a guatemalai Jalapa, 2008-ban a salvadori Atlético Balboa, 2009–10-ben a Nejapa, 2015–16-ban a Costa Rica-i Municipal Grecia vezetőedzőjeként dolgozott.